# Regiane Nunes Silva
Regiane Nunes Silva (São Caetano do Sul, 10 de novembro de 1984) é nadadora paralímpica brasileira.

## Biografia e carreira
Nunes é natural de São Caetano do Sul, em São Paulo. Ela nasceu com glaucoma, uma doença degenerativa, e teve baixa visão até os 29 anos, quando perdeu completamente a habilidade de enxergar. É graduada em educação física e nutrição.
Nunes começou na natação com vinte anos de idade. Ela participou dos Jogos Parapan-Americanos do Rio 2007, foi bronze nos 100 metros costas classe S13 Feminino e prata nos 400 metros livre classe S12 Feminino. Em 2008, ainda não tinha índice para ir às Paralimpíadas de Pequim. Como não queria ficar fora dos Jogos, ela trocou de esporte e participou dos Jogos de Pequim como remadora. Nos Jogos Paralímpicos de Londres 2012, novamente não tinha índice para participar, e, mais uma vez, participou como remadora.
Nunes competia na classe S12, para atletas com baixa visão, porém, em julho de 2013 perdeu o pouco de visão que lhe restava e passou para a classe S11, que conta apenas com nadadores cegos. Ela precisou adaptar a sua nova condição antes de voltar a competir. Em 2015, esteve no Campeonato Mundial paralímpico de natação em Glasgow, na Escócia, sendo essa sua primeira participação neste torneio.
A atleta representou o Brasil nos Jogos Paralímpicos Rio 2016 onde participou das provas de 100 metros costas, além dos 50, 100 e 400 metros livre.

## Principais conquistas
- Jogos Parapan-Americanos de 2007: 100 metros costas – bronze[1][4]
- Jogos Parapan-Americanos de 2007: 400 metros livre – prata[1][4]
- Jogos Parapan-Americanos de 2011: 50 metros livre – bronze[1]
- Jogos Parapan-Americanos de 2011: 100 metros livre – bronze[1]
- Jogos Parapan-Americanos de 2019: 100 metros costas – prata[1]
- Jogos Parapan-Americanos de 2019: 100 metros livre – prata[1]
- Jogos Parapan-Americanos de 2019: 50 metros livre – prata[1]